# Isochromodes phyllira
Isochromodes phyllira är en fjärilsart som beskrevs av William Schaus 1911. Isochromodes phyllira ingår i släktet Isochromodes och familjen mätare. Inga underarter finns listade i Catalogue of Life.